# Принс, Роберт
Роберт Каскин Принс III (англ. Robert Caskin Prince III, также известный как Бобби Принс) — американский композитор и саунд-дизайнер, работавший в качестве независимого эксперта для нескольких компаний, в первую очередь id Software и Apogee/3D Realms. Он является композитором таких культовых игр, как: Wolfenstein 3D, Doom, Doom II: Hell on Earth, Duke Nukem II и Duke Nukem 3D.
По словам его брата, у Роберта был диагностирован колоректальный рак в 2015-м, после чего композитор был успешно прооперирован. Тем не менее, в 2016 году врачи обнаружили другую опухоль. Его брат запустил страницу помощи на сайте GoFundMe для сборов пожертвований на химиотерапию и следующую операцию.

## Работы
Создал музыку и звуковые эффекты для следующих игр:
- Night Bomber (1988), Apogee Software Productions
- Catacomb 3-D (1991), Gamer’s Edge, Softdisk Publishing
- Commander Keen in Goodbye, Galaxy! (1991), Apogee Software, Ltd.
- Commander Keen in Aliens Ate My Babysitter! (1991), FormGen, Inc.
- Wolfenstein 3D (1992), Apogee Software, Ltd.
- Spear of Destiny (1992), FormGen, Inc.
- Night Raid (1992), Software Creations Ltd.
- Cosmo’s Cosmic Adventure: Forbidden Planet (1992), Apogee Software, Ltd.
- Major Stryker (1993), Apogee Software, Ltd.
- Hexxagon (1993), Software Creations Ltd.
- Hexxagon 2 (1993), Software Creations Ltd.
- Duke Nukem II (1993), Apogee Software, Ltd.
- Doom (1993), id Software, Inc.
- Blake Stone: Aliens of Gold (1993), Apogee Software, Ltd.
- Bio Menace (1993), Apogee Software, Ltd.
- Argo Checkers (1993), Software Creations Ltd.
- Rise of the Triad: Dark War (1994), FormGen, Inc.
- Raptor: Call of the Shadows (1994), Apogee Software, Ltd.
- Rallo Gump (1994), Just Softworks Inc.
- Pickle Wars (1994), MVP Software
- Doom II: Hell on Earth (1994), id Software, Inc.
- Blake Stone: Planet Strike (1994), FormGen, Inc.
- Xenophage: Alien BloodSport (1995), Apogee Software, Ltd.
- Realms of Chaos (1995), Apogee Software, Ltd.
- Abuse (1995), Crack dot Com
- Duke Nukem 3D (1996), GT Interactive Software Corp.
- Balls of Steel (1997), Pinball Wizards
- Demonstar (1997), Mountain King Studios
- Axis & Allies (1998), MicroProse
- Wrack (2014), Final Boss Entertainment